# Quintus Fabius Pictor
Quintus Fabius Pictor (* um 254 v. Chr.; † um 201 v. Chr.) war ein römischer Politiker und Geschichtsschreiber.

## Leben
Quintus Fabius Pictor ist die erste literarische Persönlichkeit unter den römischen Geschichtsschreibern. Er war Mitglied der Patrizierfamilie der Fabier, Sohn des Konsuls von 269 v. Chr., Gaius Fabius Pictor und Enkel des Gaius Fabius Pictor, welcher als erster den Beinamen Pictor führte. 225 v. Chr. nahm er am Kampf gegen die nach Mittelitalien vorstoßenden Kelten teil und im Zweiten Punischen Krieg kämpfte er 217 v. Chr. am Trasimenischen See gegen die Karthager. Als Senator wurde er beauftragt, zum Orakel von Delphi zu reisen, um nach der Niederlage in der Schlacht von Cannae Rat einzuholen. Die Befragung des delphischen Orakels und seine Übersetzung ins Lateinische erforderte die Beherrschung der griechischen Sprache. Daher ist anzunehmen, dass Quintus Fabius mit der griechischen Kultur vertraut war.

## Werk
Fabius’ Werk gehört zur Gattung der Geschichtsschreibung. Die Untergattung ist umstritten. Griechische Autoren zitieren das Werk als Romaika (Dionysios von Halikarnassos) oder Romaion (Diodor). Cicero, Plinius der Ältere und Gellius betiteln das Werk mit annales. So reihte man Fabius lange Zeit in die Reihe der Annalisten, so z. B. noch Peter Bung. Da aber das annalistische Schema nicht das ganze Werk durchzieht, rechnet Gelzer Pictor eher zu einem Nachahmer hellenistischer ktiseis (Gründungsgeschichten) und Flach findet in der Darstellung der Zeitgeschichte eine pragmatische Geschichtsschreibung. Michael von Albrecht will „den Gegensatz zwischen Annalistik und pragmatischer Geschichtsschreibung nicht auf die Spitze treiben, zumal das disparate Material keines der beiden Prinzipien konsequent durchzuführen erlaubt“.
Das Werk des Fabius ist bis auf wenige Fragmente verloren gegangen. Es berichtet von der Gründung der Stadt Rom bis etwa zum 2. Punischen Krieg. Wo das Werk genau endet, ist umstritten. Die Abfassungszeit liegt zwischen 215 und 210 v. Chr. Fabius wird stark von der griechischen Geschichtsschreibung beeinflusst, ihre Vorbildfunktion zeigt sich schon bei seiner Darstellung der Frühzeit. Hier bedient er sich der griechischen Ktisis-Literatur und benutzt die Tyro des Sophokles. Die Aeneassage findet er bei Hellanikos von Mytilene, die Romuluslegende bei Hieronymos von Kardia und Diokles von Peparethos. Wie auch anderen fehlte es ihm an Material, um die Frühgeschichte Roms verlässlich zu rekonstruieren. Als Quellen benutzte er eigene Chroniken und die anderer wichtiger römischer Familien sowie die Annalen, auf denen der Pontifex Maximus alljährlich den Kalender veröffentlichte, die Namen der Magistrate und wichtige Ereignisse des Jahres unter dem jeweiligen Datum verzeichnete.
Ab dem Ersten Punischen Krieg gibt Pictor einen ausführlichen Bericht über die Zeitgeschichte, in der er sich auch selbst einbringen kann. Dabei leiten ihn hauptsächlich politische Ziele. Auf dem künstlerisch-literarischen Gebiet hätte er wohl ohnehin nicht der griechischen Sprachkunst standhalten können. Er schreibt sein Werk dennoch in griechischer Sprache. Die Gründe hierfür sind allerdings eher, dass er die Griechisch sprechende Welt erreichen und der dort herrschenden romfeindlichen Gesinnung entgegenwirken wollte. Diese hatte er wohl bei seiner Delphi-Reise zu spüren bekommen. Griechische Historiker übten scharfe Kritik an der römischen Expansion an der dalmatinischen Küste; bekanntester Vertreter der romfeindlichen Grundströmung war Philinos von Akragas, dessen Heimatstadt von Römern geplündert worden war. Daher wollte Fabius den Griechen den römischen Standpunkt, römische Werte und Traditionen näherbringen und die römische Weltmachtstellung rechtfertigen. So stellte er beispielsweise seine Sicht des Ersten Punischen Krieges der der griechischen Autoren gegenüber. Hierbei nahm er vor allem den Senat, dessen Mitglied er selbst war, in Schutz vor Anschuldigungen.
Dennoch gibt Pictor in seinem Werk nicht die allgemein gültige Haltung des römischen Volkes oder dessen Oberschicht wieder. Vielmehr nimmt er den Standpunkt seiner Familie, der Fabier, ein und steht damit nicht selten in Opposition zu anderen senatorischen Familien. So lässt Pictor auch tagespolitische Auseinandersetzungen und länger anhaltende Rivalitäten mit anderen gentes in sein Werk einfließen. Aufgrund dieser doppelten Zielsetzung steht Pictor im Konflikt zwischen der von seinem Geschlecht vertretenen Erwartungshaltung, auch auf dem Feld der Geschichtsschreibung für bestimmte Überzeugungen einzutreten, und dem Dogma einer pragmatischen Geschichtsschreibung, welches größtmögliche Objektivität fordert und zu dem er sich als Geschichtsschreiber hingezogen fühlte.
Seine Arbeit endet mit seinen Erinnerungen an den Zweiten Punischen Krieg, wobei er die Kriegsschuld völlig auf Seiten der Karthager, insbesondere bei der Familie Barkas, also Hamilkar Barkas und Hannibal, sieht – ein Versuch, der hellenistischen Welt den politischen Standpunkt Roms nahezubringen.

## Bedeutung
Fabius wird somit zum Begründer einer römischen Geschichtsschreibung in griechischer Sprache und einer Tradition, wonach die Beschäftigung mit römischer Geschichte besonders als Aufgabe von Männern galt, die wie er an leitender Stelle im öffentlichen Leben Roms mitwirkten (siehe auch Senatorische Geschichtsschreibung). So entstammten die meisten seiner Nachfolger senatorischen Familien und schrieben ebenfalls bis in die Mitte des 2. Jahrhunderts vor Christus in griechischer Sprache. Das Phänomen des Politikers, speziell des Senators als Historiker setzt sich bis zu Cato, Sallust und Tacitus fort.
Von Polybios, Livius, Dionysios von Halikarnassos und Diodor wurde er als Quelle genutzt. Ins Lateinische übersetzt wurden seine Texte zur Zeit Ciceros.

## Ausgaben und Übersetzungen
- Hans Beck, Uwe Walter (Hrsg.): Die frühen römischen Historiker. Band 1: Von Fabius Pictor bis Cn. Gellius. Texte zur Forschung 76. Wissenschaftliche Buchgesellschaft, Darmstadt 2001, ISBN 3-534-14757-X, S. 55–136.
- Hermann Peter (Hrsg.): Historicorum romanorum reliquiae. Band 1. Teubner, Leipzig 1914, S. 69–100 (Nachdruck 1967).
- Tim J. Cornell u. a. (Hrsg.): The Fragments of the Roman Historians. Band 2. Oxford University Press, Oxford 2013, S. 32–105.
- Kai Brodersen: Fabius Pictor: Römische Frühgeschichte (nach Annius). Zweisprachige Ausgabe. Speyer 2025. ISBN 9783939526933 (Fälschung des Annius von Viterbo)